# ARC Vale S. Cosme

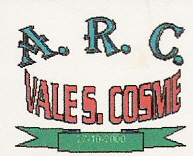
1º símbolo da ARC Vale S. Cosme

A Associação Recreativa e Cultural de Vale S. Cosme é uma associação sediada na freguesia de Vale S. Cosme, concelho de Vila Nova de Famalicão.
Foi fundada no dia 27 de Outubro do ano 2000 por um grupo de 15 amigos. A ideia inicial passava por criar uma secção desportiva que não representasse um custo muito acrescido e pudesse fomentar a prática desportiva entre os jovens da freguesia.
Depois de colocadas várias hipóteses, foi criada uma equipa de futebol salão que começou a competir no campeonato concelhio de futebol. Inicialmente, e por falta de infraestruturas, os jogos realizaram-se na vizinha freguesia de Requião, no campo de futebol salão da ACDS 1º de Maio. 
De facto, a única infraestrutura que a ARC Vale S. Cosme possuía era uma pequena sede construída em madeira, no lugar de Lamela e num terreno que era propriedade de um associado. Com muito espírito de sacrifício por parte dos fundadores, a associação foi crescendo de forma sustentada. Com efeito, o número de associados foi aumentando de uma forma inesperadamente rápida e diversas atividades foram concretizadas ao longo dos primeiros anos. Para além da vertente desportiva, os dirigentes da ARC realizaram inúmeras iniciativas de cariz cultural, tais como passeios de associados a lugares de diversão e de culto, convívios e arraiais. Também do ponto de vista social começou a prestar apoio a pessoas com graves dificuldades socioeconómicas. 
A construção de um polidesportivo, localizado no Parque de Jogos Comendador Manuel Gonçalves, foi um sonho concretizado no ano de 2005. A partir desta data a equipa de futebol salão passou a disputar os seus jogos em Vale S. Cosme.
No entanto, no mês Dezembro de 2008, toda a estrutura da ARC sofreu um duro revés. A Câmara Municipal ordenou a demolição da sua sede social alegando tratar-se de uma construção ilegal. A partir dessa data as fontes de receita reduziram-se a patrocínios e donativos de empresas e de alguns associados. A força de vontade e a carolice de alguns dirigentes não permitiram o desaparecimento desta coletividade, bem pelo contrário: foi criada uma nova secção desportiva. Esta secção, ainda ativa, engloba o atletismo, o BTT e o duatlo (entretanto extinto). Conseguiu-se também, no ano de 2012, uma nova sede. O encerramento da escola primária do Monte permitiu à Junta de Freguesia a atribuição de uma sala à ARC. Em 2016 entram novos elementos para a direção e a ARC começa a trilhar outros rumos. A secção de atletismo torna-se mais abrangente e em 2017 nasce o escalão de benjamins e o BTT atrai cada vez mais atletas. Outros projetos estão na forja, tal como a requalificação do polidesportivo e construção de balneários no terreno anexo.

## Modalidades

### Futebol Salão

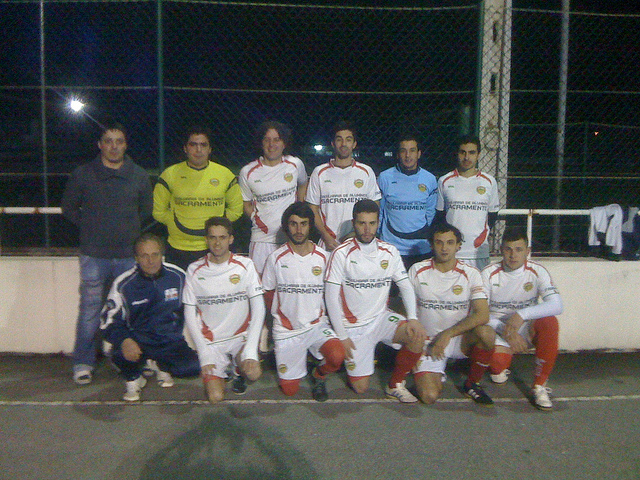
Plantel 2012/2013

O futebol salão foi durante muito tempo a principal atividade desta associação. Foi a primeira modalidade desportiva a ser praticada e manteve-se como principal polo aglutinador entre os seus associados. Ao longo dos seus doze anos de existência, a ARC contou com dezenas de atletas e técnicos que, com grande dedicação e esforço, conseguiram resultados que enchem de orgulho a população de Vale S. Cosme.

### O primeiro ano
A estreia no campeonato concelhio de futebol salão organizado pela AFSA deu-se na temporada de 2001/2002 (sob orientação de Fernando Esquinha) e culminou com a subida à primeira divisão. Para uma equipa com pouca experiência foi um resultado notável. Para ser uma temporada perfeita faltou apenas o título de campeão, conquistado pelo Louredo. O campeonato foi disputado em duas séries, sendo a final entre os vencedores de cada série disputado num jogo apenas. A final foi então disputada em casa do Louredo e, por esse facto, rodeada de muita polémica. Para a história fica a derrota por 2-1 mas a subida ao escalão máximo dos campeonatos concelhios. 

### A 1ª divisão
Consumada a subida de divisão a ARC preparou-se para disputar a 1ª divisão tendo por base os atletas que haviam conseguido a subida no ano anterior. Depois de um primeiro ano muito sofrido em que a manutenção foi apenas garantida nos últimos jogos, a ARC não resistiu e acabou por descer à segunda divisão na temporada seguinte. 

### O regresso ao passado
De 2004 a 2009 a ARC passou por um período de restruturação da sua equipa de futebol. Muitos atletas foram entrando e saindo não oferecendo a estabilidade necessária à equipa. O mesmo se passou com os treinadores: muitas mexidas nas diferentes equipas técnicas também não ajudaram. Sucediam-se os campeonatos com classificações finais abaixo do expectável. Foi apenas em 2007/2008 que se começou a trilhar um novo caminho rumo à subida. A entrada de uma nova direção em meados de 2007 foi uma lufada de ar fresco na associação. Foi traçado um objetivo, contratado um novo treinador (Carlos Sacramento) e vieram também alguns atletas de valia. Com uma maior organização foi possível preparar uma equipa competitiva que atingiu o seu auge em 2008/2009.

### O título
Foi precisamente nesta temporada que a ARC Vale S. Cosme conquistou o seu único título no futebol salão: o campeonato da 2ª divisão. Uma incrível caminhada em que apenas consentiram um empate e duas derrotas. Setenta pontos conquistados permitiram celebrar um título histórico e uma nova subida à primeira divisão.  

### A estabilidade
Muito se especulava sobre a capacidade da equipa conseguir aguentar-se no escalão máximo dos campeonatos concelhios. Alguns reajustamentos no plantel equilibraram-no e deram maior força ao objetivo traçado no início da temporada: a manutenção. A verdade é que os resultados foram aparecendo e logo no primeiro ano a ARC conseguiu um brilhante quarto lugar, a escassos dois pontos do terceiro.
A temporada de 2010/2011 não foi tão positiva. No entanto, a manutenção foi conseguida quando ainda faltavam várias jornadas para o final da época. O oitavo lugar final representou mais um ano bem-sucedido. 
Pelo terceiro ano consecutivo a competir contra os melhores, a ARC voltou a mostrar que atingira já um nível excelente em 2011/2012. Fechou a sua participação num honroso sexto lugar na classificação geral.
Uma das competições em que a sorte tem sido madrasta da ARC Vale S. Cosme é a Taça Concelhia. Com efeito, apenas por uma vez em onze participações conseguiu atingir a 3ª eliminatória.

## Polidesportivo

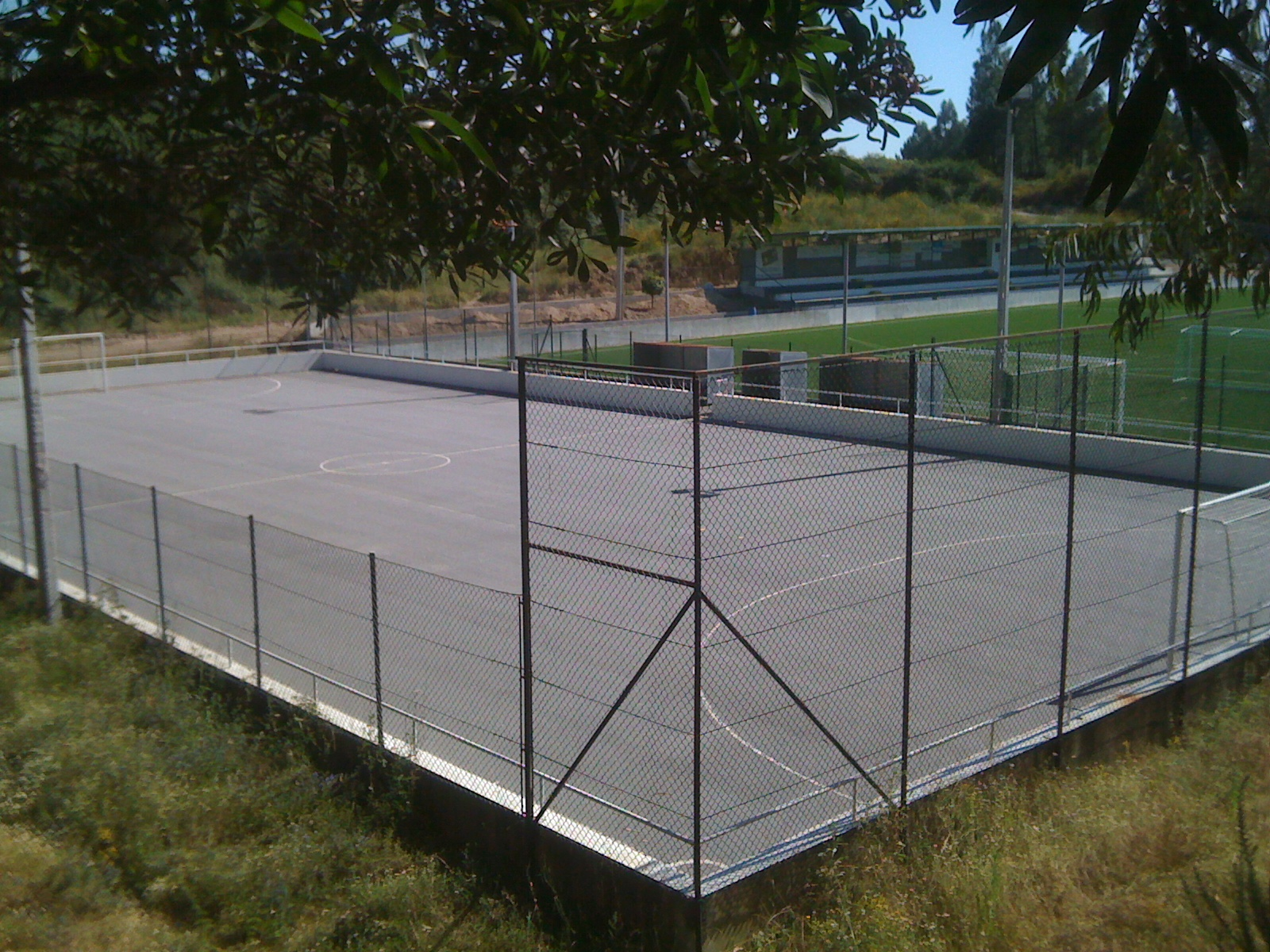
Parque de Jogos Comendador Manuel Gonçalves

### Equipa Técnica
| Nome                     | Cargo               |
| ------------------------ | ------------------- |
| António Filipe Ribeiro   | Treinador           |
| António Carneiro Ribeiro | Treinador adjunto   |
| Pedro Silva              | Coordenador técnico |

### Secção de Duatlo
O futebol foi sempre a modalidade dominante no seio da ARC Vale S. Cosme. No entanto, outras modalidades fazem o seu caminho e são também um motivo de orgulho para as gentes de Vale S. Cosme. No ano de 2007 nasce a Secção de Duatlo. Esta nova aposta dos dirigentes da associação passou por dar um caráter multi-desportivo à coletividade. 
Incorpora as modalidades de Atletismo, BTT e Duatlo no escalão de seniores e tinha como objetivo principal fomentar a prática desportiva e divulgar o nome da ARC Vale S. Cosme em diversas provas de caráter local e regional. 

### Os atletas
Sob orientação de Paulo Costa esta secção ostenta no seu curriculum inúmeros troféus coletivos e individuais. O núcleo duro é formado pelos atletas Roberto Machado, Simão Mendes, Hélder Ferreira, Vítor Ferreira, António Rodrigues, José Barbosa, Miguel Guimarães e Paulo Costa. Como clube integrante da AA Braga, a ARC Vale S. Cosme conseguiu no ano de 2012 os primeiros títulos regionais. Simão Mendes conquistou o título nos 100, 200 e 800 metros planos no escalão de veteranos. A participação em inúmeras provas de BTT e em algumas de Duatlo marcam a temporada desportiva.

### Os títulos
Simão Mendes é o atleta que melhores resultados tem obtido. É um dos melhores atletas nacionais no escalão de M35 e os resultados provam-no. Campeão Regional de Pista Coberta dos 100, 200 e 800 metros nos campeonatos realizados em Braga no ano de 2012 e Vice Campeão Nacional nos 60, 200 e 4x200 metros nos Nacionais de Pista Coberta de Veteranos realizados na cidade de Pombal em Março de 2013. Em Julho desse mesmo ano conquistou dois títulos de Campeão Nacional e um de Vice Campeão Nacional (escalão de M35) no Campeonato Nacional de Veteranos que decorreu no Luso.